# Берёзовский район (Пермский край)
Берёзовский райо́н — административный район Пермского края. На территории района образован Берёзовский муниципальный округ. Административный центр — село Берёзовка. Площадь — 1977,15 км². Население — ↘13 692 чел. (2023). Национальный состав (2010): русские — 81,8 %, татары — 16,3 %.

## География
Расположен в юго-восточной части края. Площадь — 1977,7 км². На севере и востоке граничит с Лысьвенским городским округом, на юго-востоке — с Шалинским городским округом Свердловской области, на юге — с Кишертским муниципальным округом, на западе — с Кунгурским муниципальным округом.
Природные ресурсы
Территория района расположена на западных предгорьях Урала, в пределах Кунгурско-Красноуфимской лесостепи. Рельеф территории района неоднороден, имеет карстово-суффозионный, увалистый характер с густой сетью логов, долин рек. Полезные ископаемые — известняки, доломиты, торф, соляные растворы, нефть.
Климат района умеренно континентальный, с продолжительной снежной, холодной зимой и коротким тёплым летом. Среднегодовая сумма температур положительная. Район хорошо освоен, девственных природных уголков практически нет, поэтому животный мир типичен для «очеловеченной» природы лесостепи. Растительный мир довольно разнообразен. Лесные массивы представлены первичными сосново-пихтовыми, пихтово-еловыми и вторичными осино-липово-берёзовыми лесами. Богат подлесок и травяной покров, представленный лесными и степными видами растений. Почвы дерновоподзолистые, серые лесостепные и дерново-карбонатные преимущественно тяжёлого механического состава, имеются пятна «чернозёмных» почв. Естественное плодородие почв довольно высокое. Значительная часть земель подвержена эрозии. Земли нуждаются в проведении мелиораций.
В Березовском районе имеется несколько интересных природных объектов, памятников природы. «Новое болото», «Широкое болото» — торфяники, места гнездования птиц, накопители влаги. К историко-природным памятникам относятся сосновый бор с елью, расположенный около с. Берёзовка.

## История
Первые поселения на территории района появились в эпоху неолита. Археологические раскопки свидетельствуют, что на территории Березовского района население имело торговые связи с Византией. В начале второго тысячелетия на эти земли прибыли башкиры, прежнее финно-угорское население переселилось в северные районы Прикамья, оставшиеся представители финно-угорских племен ассимилировались. Русские стали осваивать землю Березовского района начиная с конца XVI века. На территории района располагался Шаквинский медеплавильный завод, принадлежавший династии Демидовых. Существовал также солеварный завод. Однако основным родом занятий было сельское хозяйство.
В 1834—1835 гг. произошло крестьянское восстание под предводительством Василия Суханова. Крестьяне выступили против их передачи в удел, то есть в собственность царской семьи, что фактически означало лишение их личной свободы. Во время восстания несколько волостей перешли на самоуправление, центром сопротивления было село Брод. Восстание было подавлено царскими войсками в результате боя под деревней Байкино, на стороне мятежников было 3 тысячи человек, но большинство из них имели в руках только вилы и косы. Активную военную поддержку восставшим оказали вооружённые отряды башкир.
В годы Гражданской войны на территории района велись ожесточённые боевые действия. В ночь с 13 на 14 декабря 1918 г. в деревне Нижние Исады в результате осады деревни белыми было убито более 800 моряков 1-го Кронштадтского полка.
В декабре 1923 года образован Березовский район в составе Кунгурского округа Уральской области.
После упразднения Кунгурского округа (с 31.12.1929 г.) передан в Пермский округ. В 1931 году Березовский район упразднён. 21 сельсовет в Асовской стороне был передан Кишертскому району, все остальные сельсоветы были переданы Кунгурскому району. 25 января 1935 года район образован вновь. 4 ноября 1959 года к Берёзовскому району была присоединена часть территории упразднённого Пермско-Сергинского района. В 1963—1965 годах в рамках государственной политики урбанизации находился в составе Кунгурского района, но большого оттока сельского населения не произошло. После восстановления района два сельсовета (Матвеевский и Канабековский) были переданы Лысьвенскому району, упразднён Шаквинский сельсовет. Согласно Указу Президиума Верховного Совета РСФСР от 20.06.1968 населённые пункты Лом и Сухоречье переданы из состава Березовского района Пермской области в административно-территориальное подчинение Шалинского района Свердловской области. С того времени изменения в структуре района не происходили.
Из-за своего расположения на границе Европы и Азии Березовский район стал местом слияния части магистральных газопроводов, которые связали сибирские месторождения (Уренгойское, Губкинское и др.) с центральной частью России и Европой, с транзитом через Украину. На территории Березовского района в 1981 году был проложен первый газопровод «Уренгой — Петровск», который через два года стал частью протяжённого на 4451 км газопровода «Уренгой — Помары — Ужгород». На проложенном в Берёзовском районе газопроводе было создано несколько газокомпрессорных станций (Кунгурское ЛПУМГ), что привело к созданию множества рабочих мест в Берёзовке и в целом по району. Вместе с этим велось создание объектов социального назначения, таких как школа, детские сады, котельная, магазины, пожарное депо, кафе, очистные сооружения, сети теплоснабжения и канализации. Одновременно происходила газификация района. В строительстве вышеупомянутых объектов совместно с советскими рабочими принимали участие специалисты из ГДР, Югославии, Великобритании и Франции.

## Население
| 2000    | 2002    | 2005    | 2006    | 2007    | 2008    | 2009    | 2010    | 2011    |
| ------- | ------- | ------- | ------- | ------- | ------- | ------- | ------- | ------- |
| 18 709  | ↘18 516 | ↘18 211 | ↘18 000 | →18 000 | ↘17 901 | ↘17 850 | ↘17 042 | ↘17 015 |
| 2012    | 2013    | 2014    | 2015    | 2016    | 2017    | 2018    | 2019    | 2020    |
| ↘16 616 | ↘16 410 | ↘16 096 | ↘15 889 | ↘15 623 | ↘15 479 | ↘15 351 | ↘15 179 | ↘14 998 |
| 2021    | 2023    |         |         |         |         |         |         |         |
| ↘14 077 | ↘13 692 |         |         |         |         |         |         |         |

Плотнее населены западные и южные части района. Около 40% населения проживает в селе Берёзовка (↘6466 чел., 2021 год). Трудоспособное население составляет 50,7 %, средний возраст — 32,9 года. Численность населения сокращается, уменьшившись с 2010 по 2019 год на 1863 человека — более чем на 10%. Заметно перемещение жителей села района в города края. Сальдо миграций отрицательное.

### Национальный состав
Среди 16 979 человек, указавших национальную принадлежность во время Всероссийской переписи населения (2010), 13 882 человека (81,76 %) — русские; 2775 человек (16,34 %)  — татары. Остальных национальностей (украинцы, коми-пермяки, башкиры и другие) менее, чем по 0,5 %.

## Муниципальное устройство
В рамках организации местного самоуправления на территории района функционирует Берёзовский муниципальный округ (с 2004 до 2019 гг. — Берёзовский муниципальный район).
С 2004 до 2019 гг. в состав существовавшего в этот период муниципального района входили 7 сельских поселений:
| № | Наименование                    | Административный центр | Количество населённых пунктов | Население (чел.) | Площадь (км²) |
| - | ------------------------------- | ---------------------- | ----------------------------- | ---------------- | ------------- |
| 1 | Асовское сельское поселение     | село Асово             | 20                            | ↘1976            | 706,74        |
| 2 | Берёзовское сельское поселение  | село Берёзовка         | 9                             | ↗7415            | 109,60        |
| 3 | Дубовское сельское поселение    | деревня Дубовое        | 7                             | ↘1042            | 157,58        |
| 4 | Заборьинское сельское поселение | деревня Заборье        | 10                            | ↘1049            | 138,74        |
| 5 | Кляповское сельское поселение   | деревня Кляпово        | 17                            | ↘1427            | 296,79        |
| 6 | Переборское сельское поселение  | деревня Перебор        | 12                            | ↘1440            | 255,47        |
| 7 | Сосновское сельское поселение   | село Сосновка          | 14                            | ↘830             | 312,77        |

В 2019 году все сельские поселения вместе с Берёзовским муниципальным районом были упразднены и преобразованы путём их объединения в новое муниципальное образование — Берёзовский муниципальный округ.

## Населённые пункты
В Берёзовский район входят 89 населённых пунктов.
| №  | Населённый пункт | Тип     | Население | Бывшее сельское поселение |
| -- | ---------------- | ------- | --------- | ------------------------- |
| 1  | Антонково        | деревня | 135       | Дубовское                 |
| 2  | Асово            | село    | 826       | Асовское                  |
| 3  | Байкино          | деревня | 84        | Заборьинское              |
| 4  | Бартово          | деревня | 37        | Дубовское                 |
| 5  | Бартым           | деревня | 55        | Берёзовское               |
| 6  | Басарги          | деревня | 4         | Асовское                  |
| 7  | Батерики         | деревня | ↘339      | Переборское               |
| 8  | Батурята         | деревня | #Н/Д      | Кляповское                |
| 9  | Березник         | деревня | →5        | Переборское               |
| 10 | Березовая Гора   | деревня | 53        | Сосновское                |
| 11 | Берёзовка        | село    | ↘6466     | Берёзовское               |
| 12 | Бородино         | деревня | 7         | Кляповское                |
| 13 | Брод             | деревня | 107       | Асовское                  |
| 14 | Ванино           | деревня | 34        | Берёзовское               |
| 15 | Ванькино         | деревня | ↘300      | Переборское               |
| 16 | Верх-Молебка     | деревня | 0         | Асовское                  |
| 17 | Верхние Исады    | деревня | 8         | Сосновское                |
| 18 | Вилисово         | деревня | 38        | Асовское                  |
| 19 | Володино         | село    | 69        | Дубовское                 |
| 20 | Галашино         | деревня | 13        | Кляповское                |
| 21 | Гладково         | деревня | 10        | Заборьинское              |
| 22 | Демидята         | деревня | 2         | Кляповское                |
| 23 | Дубовое          | деревня | 383       | Дубовское                 |
| 24 | Епишата          | деревня | 33        | Кляповское                |
| 25 | Ермолино         | деревня | →6        | Переборское               |
| 26 | Заборье          | деревня | 522       | Заборьинское              |
| 27 | Зернино          | село    | 315       | Кляповское                |
| 28 | Иссиняево        | деревня | 65        | Заборьинское              |
| 29 | Карнаухово       | деревня | 34        | Берёзовское               |
| 30 | Карнаухово       | село    | 165       | Заборьинское              |
| 31 | Климята          | деревня | 22        | Асовское                  |
| 32 | Клычи            | деревня | 180       | Заборьинское              |
| 33 | Кляпово          | деревня | 505       | Кляповское                |
| 34 | Копчиково        | деревня | 391       | Берёзовское               |
| 35 | Костята          | деревня | 6         | Кляповское                |
| 36 | Малая Сосновка   | деревня | 35        | Сосновское                |
| 37 | Малыши           | деревня | 143       | Кляповское                |
| 38 | Марково          | деревня | 121       | Кляповское                |
| 39 | Мартелы          | деревня | 51        | Сосновское                |
| 40 | Махтята          | деревня | 26        | Сосновское                |
| 41 | Мачино           | деревня | 88        | Берёзовское               |
| 42 | Мачино           | деревня | 104       | Кляповское                |
| 43 | Метальниково     | деревня | 120       | Дубовское                 |
| 44 | Мисилята         | деревня | 24        | Кляповское                |
| 45 | Молёбка          | деревня | 44        | Асовское                  |
| 46 | Нижние Исады     | деревня | 42        | Сосновское                |
| 47 | Осиново          | деревня | 20        | Кляповское                |
| 48 | Пальник          | деревня | →6        | Переборское               |
| 49 | Пентюрино        | деревня | 145       | Берёзовское               |
| 50 | Перебор          | деревня | ↘598      | Переборское               |
| 51 | Печатка          | деревня | 15        | Сосновское                |
| 52 | Пирожково        | деревня | 48        | Заборьинское              |
| 53 | Плотниково       | деревня | 137       | Асовское                  |
| 54 | Подволошино      | деревня | 190       | Асовское                  |
| 55 | Подперебор       | деревня | →3        | Переборское               |
| 56 | Поздянка         | деревня | ↘94       | Переборское               |
| 57 | Покровка         | село    | ↘250      | Переборское               |
| 58 | Полушкино        | деревня | 198       | Асовское                  |
| 59 | Полчата          | деревня | 4         | Сосновское                |
| 60 | Потаницы         | деревня | 58        | Сосновское                |
| 61 | Проносное        | деревня | 319       | Асовское                  |
| 62 | Пуздрино         | деревня | 113       | Сосновское                |
| 63 | Рыжково          | деревня | 102       | Заборьинское              |
| 64 | Рязаны           | деревня | 10        | Кляповское                |
| 65 | Сажино           | село    | 130       | Дубовское                 |
| 66 | Самохино         | деревня | 20        | Асовское                  |
| 67 | Сая              | село    | 275       | Сосновское                |
| 68 | Селезни          | деревня | 9         | Кляповское                |
| 69 | Сосновка         | деревня | 23        | Асовское                  |
| 70 | Сосновка         | село    | 215       | Сосновское                |
| 71 | Старково         | деревня | ↘18       | Переборское               |
| 72 | Таз Русский      | село    | 175       | Кляповское                |
| 73 | Таз Татарский    | деревня | 174       | Кляповское                |
| 74 | Тараныш          | деревня | 10        | Сосновское                |
| 75 | Тарнабоево       | деревня | 12        | Заборьинское              |
| 76 | Токманы          | деревня | 2         | Асовское                  |
| 77 | Тулумбасы        | посёлок | 109       | Асовское                  |
| 78 | Туясы            | деревня | 171       | Сосновское                |
| 79 | Ураи             | деревня | 35        | Асовское                  |
| 80 | Урасково         | деревня | ↘63       | Переборское               |
| 81 | Федотово         | деревня | 35        | Дубовское                 |
| 82 | Харино           | деревня | 16        | Асовское                  |
| 83 | Хлопуши          | деревня | 0         | Асовское                  |
| 84 | Шаква            | деревня | →82       | Переборское               |
| 85 | Шестаки          | деревня | 25        | Асовское                  |
| 86 | Шишкино          | деревня | 53        | Берёзовское               |
| 87 | Шульгино         | деревня | 65        | Асовское                  |
| 88 | Шумково          | деревня | 12        | Заборьинское              |
| 89 | Ябурово          | деревня | 19        | Берёзовское               |

По состоянию на 1 января 1981 года на территории Берёзовского района находилось всего 153 населённых пункта.
Упразднённые населённые пункты
- 1999 год — деревни Лазари, Засекино, Иванищево, Каселтаево, Черкасово, Чесноковка, Шиши, Филята, Сользавод, Верхняя Сая[28].

- 2005 год — деревня Басарги бывшего Зернинского сельсовета[29],

- 2008 год — посёлок Подсосновое и деревня Калиничи[30].

- 2011 год — деревни Ковали и Левково; помимо этого были упразднены впользу других населённых пунктов: посёлок Батурята (влит в деревню Батурята), деревня Тимята (влита в деревню Марково), деревни Заречка и Рассохи (влиты в деревню Антонково), деревня Моховое (влита в деревню Дубовое), деревня Коновалы (влита в деревню Климята), деревня Песьянка (влита в деревню Подволошино), деревня Борондуки (влита в деревню Проносное), деревня Культуровка (влита в посёлок Тулумбасы), деревня Макарята (влита в деревню Харино), деревни Угор и Кулагыш (влиты в деревню Токманы), деревня Моничи (влита в деревню Молёбка), деревни Кузино и Смурыги (влиты в село Асово), деревни Плотина и Слободка (влиты в деревню Шаква), деревни Ремга и Батени (влиты в деревню Перебор), деревня Бражники (влита в село Покровка), деревни Большой Ключ, Большая Одина и Зарека (влиты в деревню Поздянка), деревни Поздино и Кулига (влиты в деревню Батерики)[31].

## Экономика
Ведущей отраслью хозяйства района выступает многоотраслевое сельское хозяйство, имеющее мясо-молочно-зерновое направление, развиваются также свиноводство и картофелеводство.
Большое общеэкономическое и социальное значение для населения района имеют проходящий по территории района газопровод и находящаяся здесь газокомпрессорная станция. Их функционирование оказывает благоприятное влияние на инвестиционный климат территории района, способствует развитию производственной и социальной инфраструктуры, обеспечивает занятость значительной части населения.
Перерабатывающая промышленность представлена сетью предприятий по первичной, полной переработке сельскохозяйственных продуктов и их заготовке. Это Березовский маслосырзавод с сепараторными отделениями, Березовский райпищекомбинат.
В районе размещено несколько строительных, мелиоративных, снабженческих организаций, леспромхоз, лесохозяйственные подразделения. Березовский промкомбинат занимается вывозкой древесины, производит пиломатериалы, обувь валяную и другие изделия. Работают частные предприятия различного направления.
Специализация и размещение хозяйства и населения района стабильны, их совершенствование связано в основном с повышением эффективности производства, рациональным использованием имеющихся природных, социально-экономических ресурсов.
Практически все промышленные товары, некоторые виды продовольствия, материально-технические ресурсы сельского хозяйства в район ввозятся. Березовский район вывозит за свои пределы значительное количество сельскохозяйственной продукции и продукты их переработки (сыр, масло).

## Транспорт
Расположение района на периферии Урала и Пермского края в большой степени обусловило характер его связей с другими территориями края и Урала. Вместе с тем через район проходят дороги, имеющие межрегиональное значение, соединяющие горнозаводской Урал Пермского края с южными районами и центром (дорога Чусовой — Кунгур), южная часть района имеет выход на железную дорогу, соединяющую Пермь и Екатеринбург через станцию Тулумбасы.

## Социальная сфера и культура
Показатели уровня и качества жизни находятся на среднекраевом уровне. Ниже среднекраевого уровня — объём платных услуг, товарооборот, производство товаров народного потребления на 1 жителя. Однако телефонизация квартир, обеспеченность автомобилями в районе выше среднекраевого уровня. Относительно высока обеспеченность населения жильём. Значительная часть жилого фонда — посёлок газовиков — построена немецкими рабочими. Дома имеют улучшенную планировку, достаточно комфортабельны. Многие дома в селе Берёзовка газифицированы, оборудованы водопроводом, канализацией.
В 80-е гг. значительные объёмы средств были направлены на социальные нужды. В районе имеется несколько столовых, хлебопекарен, около десятка детских садов примерно на 500 мест, четыре средних школы, 40 восьмилетних и начальных школ, две больницы на 140 больничных коек.
Уровень образования населения довольно высок. Имеется 1646 специалистов с высшим и средним специальным образованием.
Культурное образование, культурную жизнь обеспечивают несколько десятков дворцов культуры, клубов, библиотек. В Берёзовке имеется музыкальная школа.
Район обладает хорошими ресурсами для отдыха населения. Сравнительно мягкий климат, тёплое лето, спокойный холмистый рельеф, чередование степных и лесных участков, разнообразие растительности благоприятствуют отдыху на природе и туризму.
Пути повышения уровня жизни связаны с дальнейшим развитием хозяйства района, рыночных отношений и новых форм хозяйствования, немалые резервы повышения благосостояния обусловлены развитием фермерского хозяйства, личных подсобных хозяйств, распространением малого и среднего бизнеса.

## Религия
Березовский район является одним из самых религиозных в Пермском крае. В районе 6 действующих православных храмов (Березовка, Асово, Сосновка, Сажино, Таз-русский, Плотниково), подворье Богоявленского мужского монастыря г. Перми в деревне Туясы, одна мечеть в деревне Копчиково, строится мечеть в Березовке, есть одна община пятидесятников. В районе также есть представители других конфессий: старообрядцы, адвентисты седьмого дня и др.